# Katanga
Katanga és una regió de la República Democràtica del Congo que fou un estat independent del 1960 al 1963. La capital és Lubumbashi. És habitada pels grups ètnics luba, hemba, tumbwe, lundes, bemba i lala. A l'època colonial hi havia una important minoria europea a la capital.
Es troba en una zona important tradicionalment per les seves riqueses mineres, com el zinc, a la regió de Kibara, situada al Nord i el coure a la zona Sud del país. També són considerables les produccions de cobalt, cadmi i germani.

## Història

Escut de Katanga. Les tres "creus" són "handa", peces de moneda local del que pesaven entre 500 g i 1 kg i representen la prosperitat del país.

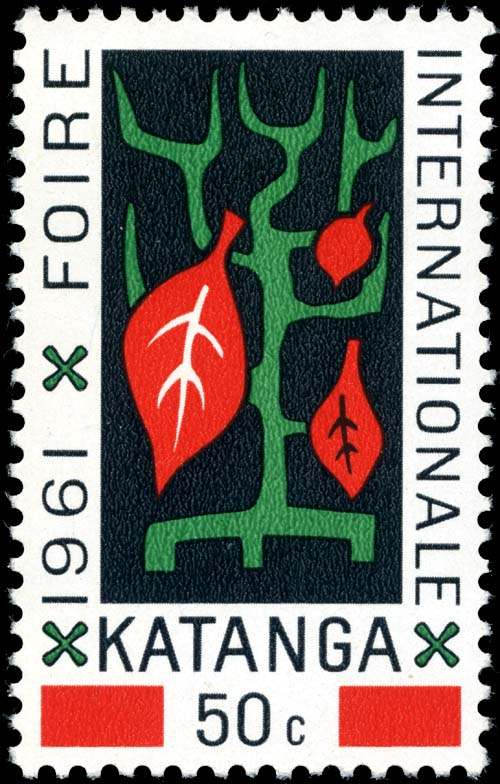
Segell de Katanga

Tradicionalment es pensa que els primers habitants foren els pigmeus. Des del segle X s'utilitzaven unes creus de coure com a moneda; el coure estava controlat per una secta d'homes anomenada "els que menen coure" principal producte de la regió del que es produïen unes quinze tones a l'any. Katanga formà part de l'Imperi Lunda (segle xviii) amb les ètnies luba i lunda.
Al segle xix es va formar el regne de Gareganze de Msiri. Fou incorporada a l'Estat Independent del Congo, possessió personal del rei Leopold II de Bèlgica, el 1891 i annexionada el 1900. Entre el 1920 i el 1933 Katanga gaudí d'una gran autonomia, però de fet fou controlada per les grans companyies mineres europees.
El 1960 aquestes feren costat al partit federalista Conakat, dirigit per Moïse Tshombé, enfront del centralisme de Patrice Lumumba. L'11 de juliol del 1960 Katanga es declarà independent. Això, unit a l'assassinat de Lumumba, va provocar una guerra civil. Mitjançant la intervenció de les forces de l'ONU, el govern independent de Katanga va capitular el 15 de gener del 1963 i es va reintegrar a la República Democràtica del Congo. Katanga romangué dins la República Democràtica del Congo (República del Zaire en 1971-97). Hi ha hagut diversos intents secessionistes el 1977, 1978 i 1984, sense cap èxit. Entre 1971 i 1977 la província va dur el nom de Shaba. El nom és la paraula suahili "llauna" derivada de l'àrab shabah, i la va fer adoptar Mobutu Sese Seko en la seva campanya per eliminar noms colonials.
El 1977 els antics gendarmes katanguesos van avançar cap al centre miner de Kolwezi en el que es va dir la primera guerra de Shaba. Mobutu va demanar ajut als Estats Units, França i Bèlgica mercès als quals va poder expulsar els rebels cap a Angola. A la segona guerra de Shaba els gendarmes van ocupar Kolwezi (12 de maig de 1978) però altre cop mercès a la intervenció estrangera la revolta fou sufocada. El 1977, a la caiguda de Mobutu, va recuperar el seu nom de Katanga.